# Cycline
Cycline sind Proteine, die eine Schlüsselrolle in der Steuerung des Zellzyklus spielen. Sie sind in der Lage, mit Cyclin-abhängigen Kinasen (CDKs) Komplexe zu bilden sowie deren Kinasefunktion zu aktivieren. Da die Cyclinkonzentration im Gegensatz zur Konzentration der CDKs zellzyklusabhängig reguliert ist, fungieren diese Proteine ihrerseits auch als Regulatoren der Cyclin-abhängigen Kinasen.

Cyclin-Expression während des Zellzyklus: rot: Cyclin D, grün: Cyclin E, blau: Cyclin A, gelb: Cyclin B

## Funktion
Cycline spielen durch Aktivierung verschiedener Cyclin-abhängiger Kinasen und einer damit verbundenen Phosphorylierung verschiedener Substrate eine Rolle in verschiedenen Teilen des Zellzyklus. 
Cyclin D ist in schwankender Konzentration während des gesamten Zellzyklus vorhanden. Der Übergang von G1-Phase zur S-Phase wird durch Cyclin E mitbestimmt. Steigende Konzentration von Cyclin A leitet die Zelle in die G2-Phase, während Cyclin B für den Start der Mitose essenziell ist.
Darüber hinaus sind einige sogenannte „Orphan Cycline“ bekannt, für die noch keine zugehörige Cyclin-abhängige Kinase gefunden werden konnte. 
Für die Entdeckung der Cycline und der Cyclin-abhängigen Kinasen als zentrale Faktoren bei der Regulation des Zellzyklus erhielten 2001 Leland H. Hartwell, Tim Hunt und Paul M. Nurse den Nobelpreis für Physiologie oder Medizin.